# حمض ن-أسيتيل الأسبارتيك
حمض ن-أسيتيل الأسبارتيك (يرمز له اختصاراً NAA من N-Acetylaspartic acid) هو مركب كيميائي له الصيغة المجملة C6H9NO5، وهو مشتق حمض الأسبارتيك بارتباط مجموعة أسيتيل على ذرة النتروجين، ومن هنا الرمز ن أو N في التسمية. يعد المركب ذا أهمية حيوية لتوفره في الدماغ البشري.

## الوفرة والاصطناع الحيوي
يعد حمض ن-أسيتيل الأسبارتيك ثاني أكثر المركبات الكيميائية وفرة في الدماغ بعد الحمض الأميني حمض الغلوتاميك، حيث يوجد في الدماغ فقط في العصبونات. يوجد NAA بشكل كبير في العصبونات، بحيث يمكن أن يعد كمركب تمييز عصبي، خاصة عند دراسة العصبونات باستخدام مطيافية الرنين المغناطيسي للخلايا العصبية في الدماغ.
يحضّر المركّب حيوياً في المتقدرة من حمض الأسبارتيك وأسيتيل مرافق الإنزيم-أ Acetyl-CoA.

## الوظائف الحيوية
يفيد حمض ن-أسيتيل الأسبارتيك في إيجاد توازن للسوائل في الدماغ، حيث يلعب دوراً في تنظيم التناضح، كما يعد مصدراً للأسيتات من أجل اصطناع الميالين والليييدات في الخلايا الدبقية قليلة التغصن، كما يكون كمركب طليعي من أجل تحضير مركب NAAG وهو حمض ن-أسيتيل أسبارتيل الغلوتاميك، بالإضافة إلى مساهمة مركب NAA في توليد الطاقة.
وجد أن التراكيز المرتفعة من NAA في منطقة الحصين تتعلق بأداء أفضل للذاكرة العملية عند الإنسان.